# Iriseren

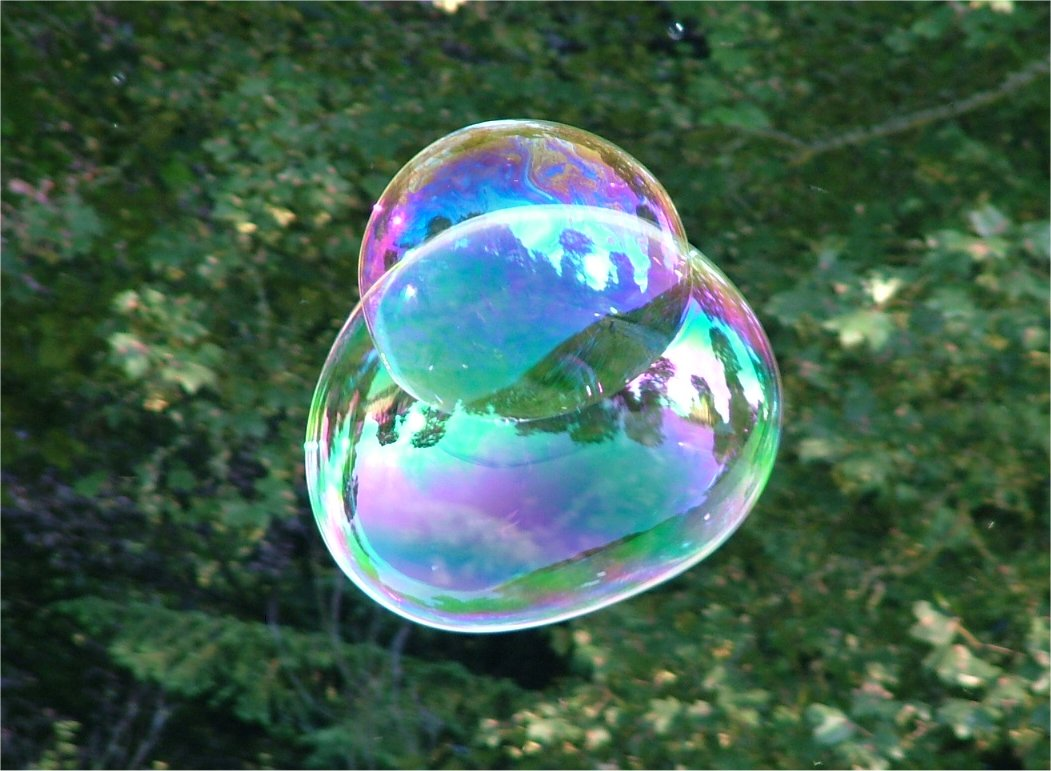
Iriserend oppervlak van zeepbellen

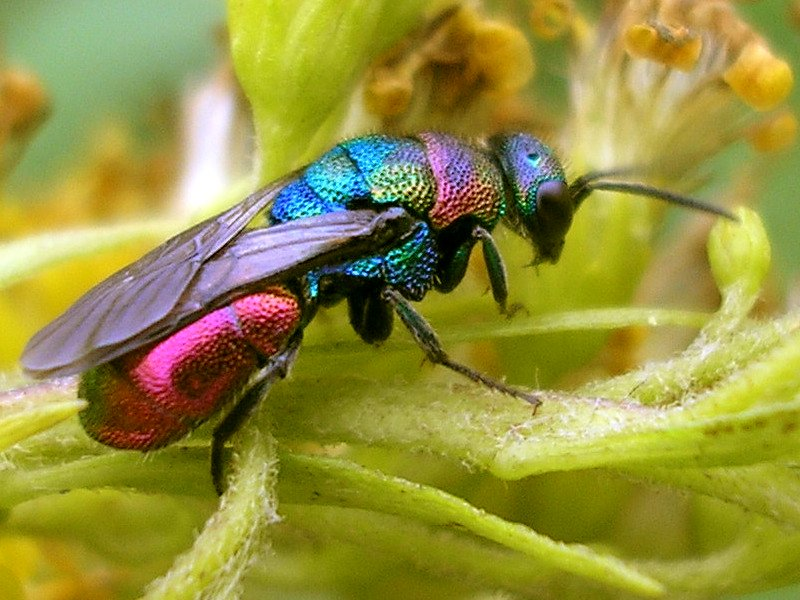
Goudwesp

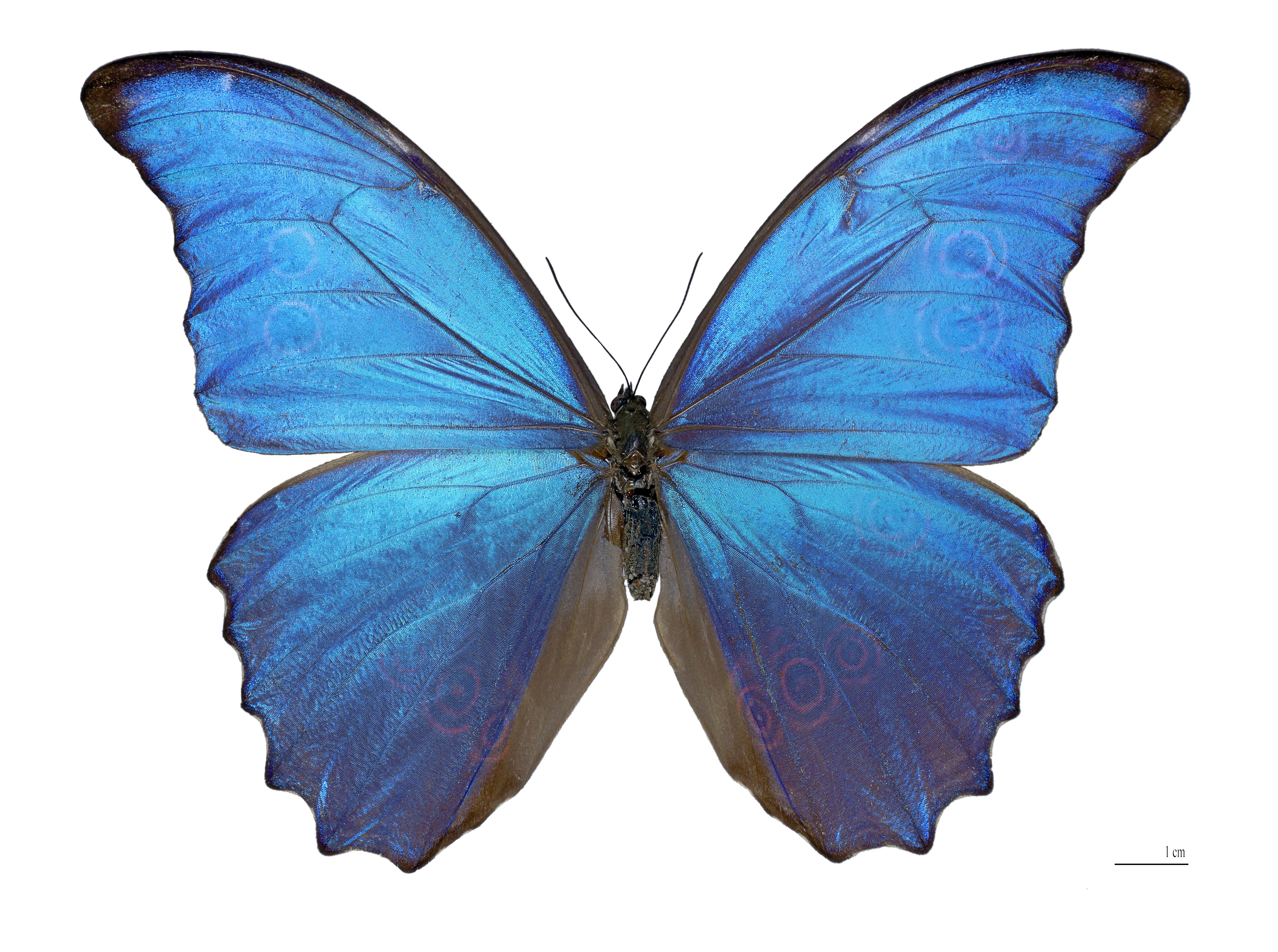
Morpho didius

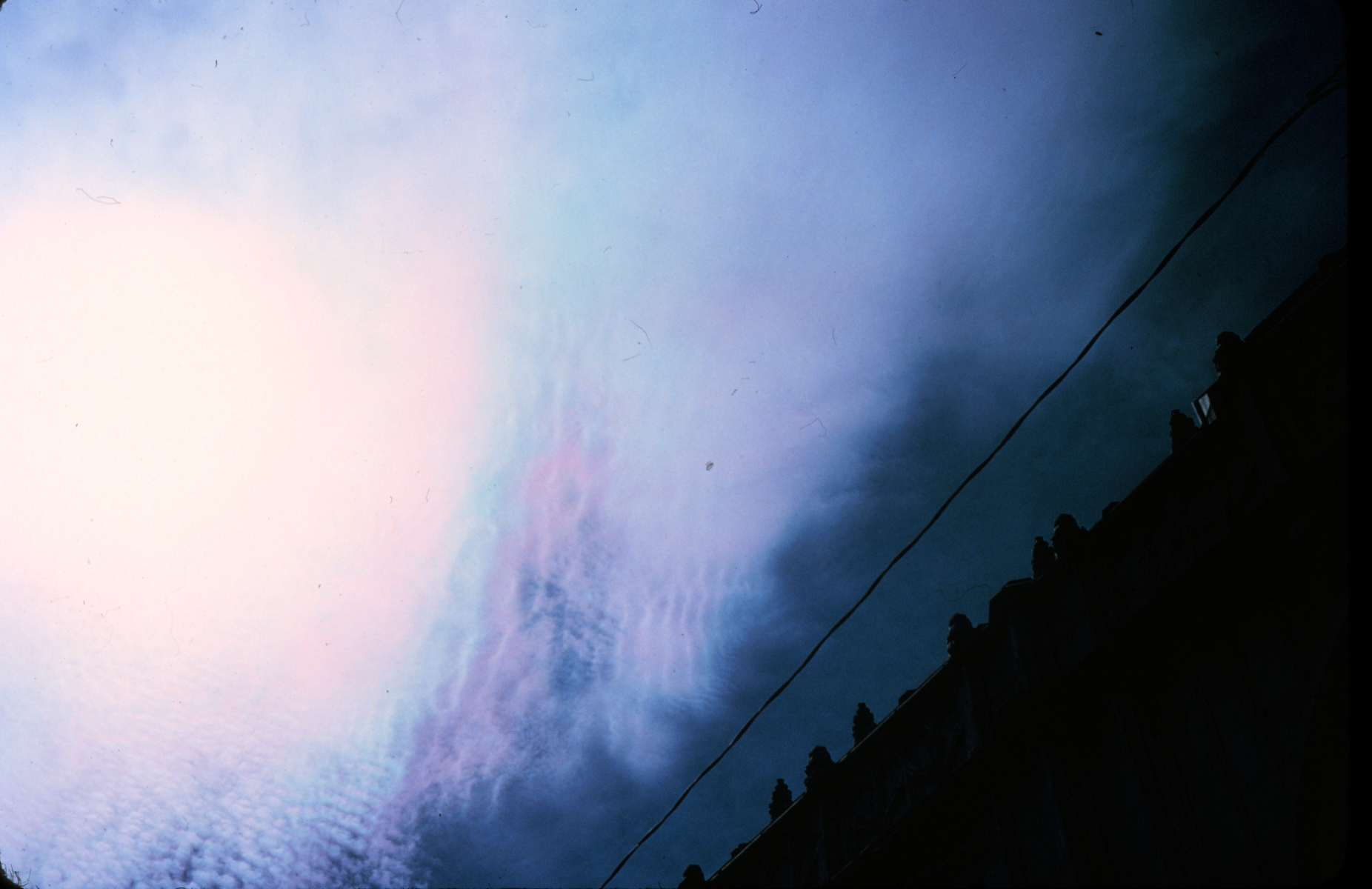
Iriserende wolk

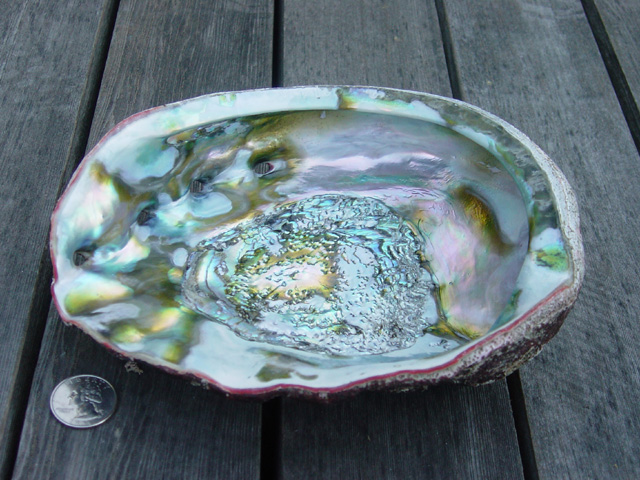
Schelpen van slakken als de zeeoor (Haliotis) worden verwerkt tot sieraden.

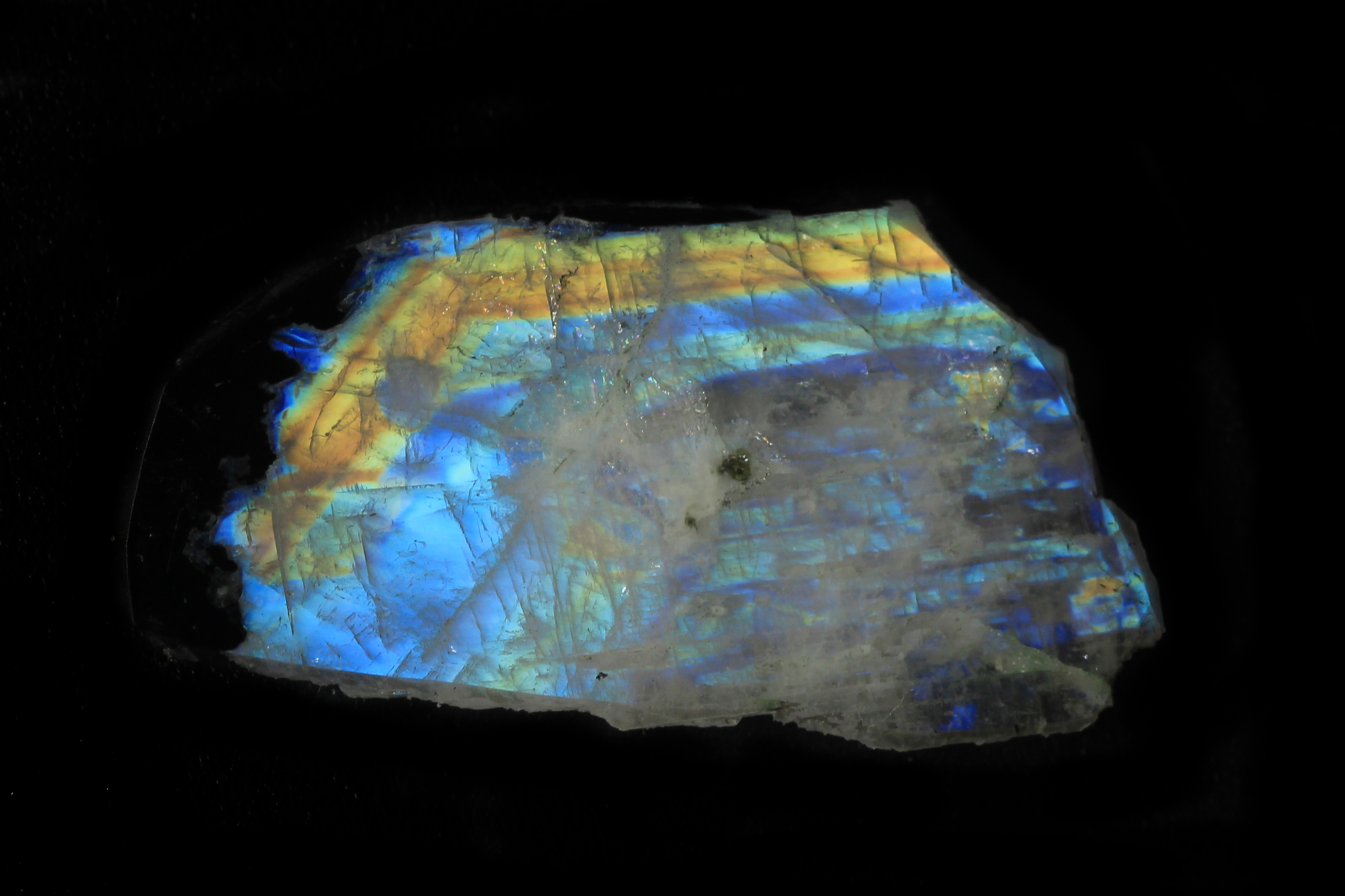
Labradoriet

Iriseren (Grieks: iris = regenboog, ook iridiseren) is het natuurkundige verschijnsel van hoek-afhankelijke kleur en komt alleen voor bij structurele kleuren. Iriserende kleuren zijn het gevolg van breking en interferentie van licht in of aan het oppervlak van een voorwerp dat bestaat uit verschillende lagen met verschillende brekingsindices. De kleurrijke uitstraling wordt vaak beschreven als dat het 'de kleuren van de regenboog' heeft. Een aantal voorbeelden zijn: olie op water, parelmoer of zeepbellen. Het verschijnsel wordt door mensen over het algemeen mooi gevonden.
Iriseren wordt veroorzaakt door meervoudige reflecties in (semi-)transparant materiaal. Hierdoor ontstaan faseverschuivingen in de na reflectie uittredende golven. Door onderlinge interferentie van deze ten opzichte van elkaar in fase verschoven golven ontstaan vervolgens weer modulatieverschillen, waarbij sommige golflengtes versterkt worden en andere juist verzwakt. De voor het iriseren verantwoordelijke reflecties ontstaan bijvoorbeeld in bergkristal door breking ten gevolge van kleine scheurtjes in het materiaal en in parelmoer doordat het materiaal is opgebouwd uit veel dunne laagjes.
Omdat het effect afhankelijk is van de kijkhoek kan het dynamische karakter van iriseren niet met fotografie worden vastgelegd.

## Biologie
In de biologie zijn er voorbeelden van iriserende delen van dieren en sommige planten. De Morpho-vlinders zijn een sprekend voorbeeld van felle, iriserende kleuren. Iriserende kleuren zijn ook te vinden bij vissen zoals de Neontetra en (schelpen van) weekdieren. Het verenkleed van sommige vogels, zoals bij de pauw en paradijsvogels hebben ook sterk iriserende kleuren. Daarnaast zijn ook lichamen van sommige insecten sterk iriserend gekleurd, zoals bij goudwespen en kevers. Onder de reptielen dankt onder andere de regenboogslang zijn naam aan de iriserende huid (schubben).  
In het plantenrijk zijn iriserende kleuren beduidend minder frequent, maar niet geheel afwezig. Iriserende kleuren bij planten zijn het meest sprekend in sommige tropische varens van het geslacht Selaginella. In bloemen worden iriserende kleuren altijd gemaskeerd door pigmenten in de bloembladeren en dragen dus niet bij aan het visuele signaal naar bestuivers.

## Meteorologie
In de meteorologie heeft men het over iriserende wolken wanneer hele wolken of wolkenbanken in parelmoerkleuren oplichten. Meestal betreft het dan Altocumulus lenticularis waarin het verschijnsel zich —voor de kijker— voordoet in de buurt van de zon of maan. In dit geval treedt het iriseren vooral op ten gevolge van interferentie en zijn de kleuren afhankelijk van de grootte van de waterdruppeltjes of ijskristalletjes in de wolk en de manier waarop het licht erop valt. Wanneer de wolken uniform van dikte zijn groeperen de kleurbanden zich in cirkelvorm rondom de zon of maan en spreekt men van een corona.

## Kunst
Mede vanwege de hoge mate waarin het verschijnsel met schoonheid wordt geassocieerd, zijn van oudsher iriserende materialen populair bij het vervaardigen van sieraden en kunstobjecten. In eerste instantie werd daarbij gebruikgemaakt van natuurlijk iriserende materialen zoals parelmoer of bergkristal, maar omdat het iriserend effect samenhangt met (minuscule) onregelmatigheden aan het oppervlak van materialen (of in het materiaal zelf in het geval van transparante materialen), zijn ambachtslieden ook bedreven geraakt in behandelingen die een iriserend effect tot gevolg hebben. Zo wordt het aanbrengen van verschillende lagen met verschillende brekingsindices al toegepast om iriserende kleuren op schilderijen aan te brengen.
In de glasblazerij zijn ook diverse methodes ontwikkeld om een iriserend effect te genereren. Met iriseren en lusters is een verfraaiingstechniek ontwikkeld die met name populair was in de art-nouveauperiode. Hierbij worden door chemische aantasting en vermenging van het glasoppervlak met metaalzouten (zoals tin-, zink- of titaniumchloride) iriserende effecten bereikt en/of lusters aangebracht (in een moffeloven zilver-, koper- of bismutverbindingen vermengd met gele oker inbranden).